# جورج ويلدينج
جورج ويلدينج (George Wilding) هو مدير مركز UW Carbone Cancer Center في جامعة ويسكنسن وأستاذ علم الأورام السريري بقسم الطب في كلية الطب والصحة العامة بجامعة ويسكنسن، وأحد الأطباء الرواد المعترف بهم دوليًا في مجال الوقاية من الإجهاد التأكسدي وسرطان البروستاتا وعلاجهما. وهو عضو في لجنة تحرير مجلة «البروستاتا».

## السيرة الذاتية
ويلدينج هو المخترع الرئيس للعقار العلاجي لسرطان البروستاتا الذي تنتجه شركة كولبي للمستحضرات الدوائية (Colby Pharmaceutical Company) ومتعاون رئيس مع هيراك باسو (Hirak Basu) في اختراع CPC-200. وبصفته مدير الأبحاث السريرية في مركز السرطان الكربوني بجامعة ويسكنسن، فإنه يشرف على تمويل أبحاث السرطان التي تخضع لمراجعة الأقران في مركز السرطان الكربوني بجامعة ويسكنسن. وهناك حوالي 250 تجربة سريرية متاحة لتسجيل المرضى في المركز، مع مشاركة أكثر من 700 مريض كل عام.
وتخرج ويلدينج من كلية الطب بجامعة ماساتشوستس، والتي استكمل فيها أيضًا تدريبه في الطب الباطني. وخضع للتدريب في طب الأورام في المعهد الوطني للسرطان. والتحق بكلية الطب والصحة العامة بجامعة ويسكنسن للتركيز على تطوير علاجات جديدة للسرطان، لا سيما تلك العلاجات التي تستهدف سرطان البروستاتا المتطور والمتقدم. وحاليًا هو الباحث الرئيس في المنح التي يتم تمويلها من قِبل المعهد الوطني للسرطان ووزارة الدفاع ومؤسسة سرطان البروستاتا. وتقوم الفرق البحثية الخاصة به بإجراء دراسات مختبرية وسريرية بهدف تطوير واختبار علاجات جديدة للسرطان، لا سيما العلاجات التي تستهدف تولد الأوعية وتأشير الخلية والتمايز.

## وصلات خارجية
- George Wilding, MD, profile at UW Carbone Cancer Center